# Дробін Георгій Іванович
Дробін Георгій Іванович (Григорій) — український і російський кінооператор.

## Життєпис
Народився 22 лютого 1888 р. в Одесі в родині робітника залізничних майстерень. Помер 13 липня 1955 р. в Свердловську. Вчився у технічному залізничному училищі (1896—1904). З 1909 р. працював на студіях Одеси «Гомон» і «Мірограф».
В 1917—1941 рр. був оператором Одеської кіностудії. Потім працював на Ташкентській (1942), Новосибірській (1942—1947) і Свердловській кіностудіях (1948—1955).

## Фільмографія
Зняв фільми:
- «Одеські катакомби» (1910),
- «Син» (1911),
- «Гроші, любов і ганьба» (1912),
- «Казка любові дорогої» (1913),
- «Життя євреїв у Румунії»,
- «Два рибака» (1914) тощо.

Зняв в Україні фільми:
- «Паразит» (у співавт.),
- «Павуки і мухи»,
- «Чотири місяці у Денікіна» (1919),
- «Два світи» (у співавт.),
- «Червоний Касьян» (у співавт.),
- «Оповідання про сімох повішених» (1920, у співавт.),
- «Шведський сірник» (у співавт.),
- «Чорномор'я»,
- «Історія Першого травня» (1922, у співавт.),
- «Магнітна аномалія»,
- «Потоки» (1923),
- «Від темряви до світла» (у співавт.),
- «Руки геть від Китаю!» (у співавт.),
- «Пригоди фабриканта» (1924, у співавт.),
- «Генерал з того світу» (у співавт.),
- «Лісовий звір» (у співавт.),
- «Укразія» (1925, у співавт.),
- «Димівка»,
- «В пазурах Радвлади» (у співавт.),
- «За лісом»,
- «П. К. П.» (1926, у співавт.),
- «Безпритульні»,
- «Справа № 128/с» (1927),
- «Примхи Катерини II» (1928, у співавт.),
- «За монастирською брамою»,
- «Мертва петля» (1929, у співавт.),
- «Червінці» (1930, у співавт.).

Був також оператором науково-популярних і документальних стрічок:
- «Одеса—Батумі»,
- «Порт Херсон» (1919),
- «Елеватор 40000 тон»,
- «Порт Миколаїв»,
- «Керч» (1920),
- «Феодосія-порт»,
- «Поті-порт» (1921),
- «Тютюнова фабрика»,
- «Ростов»,
- «Антинікотин» (1922),
- «Кенаф» (1923),
- «Хірургія» (1924),
- «Малярія»,
- «Єврейські землеробські колонії» (1925),
- «Трепанація черепа» (1926),
- «Гонорея» (1927),
- «Єхенакоки печінки» (1928),
- «МТС» (1929),
- «Рак» (1931),
- «Соняшники»,
- «Фосфорити» (1932),
- «Резекція шлунку»,
- «Шкідники сільського господарства»,
- «Силос»,
- «Кукурудза»,
- "Комбайн «Комунар» (1933).